# 法倫 (蒙大拿州)
法倫（英語：Fallon）是位於美國蒙大拿州普雷里縣的普查規定居民點。

## 歷史
法倫的郵局於1884年設立，同年停運後又於1890年重啟，營運至今。

## 人口
根據2020年美國人口普查的數據，法倫的面積為13.71平方千米，當中陸地面積為13.16平方千米，而水域面積為0.55平方千米。當地共有人口122人，而人口密度為每平方千米8.9人。